# کشتزار

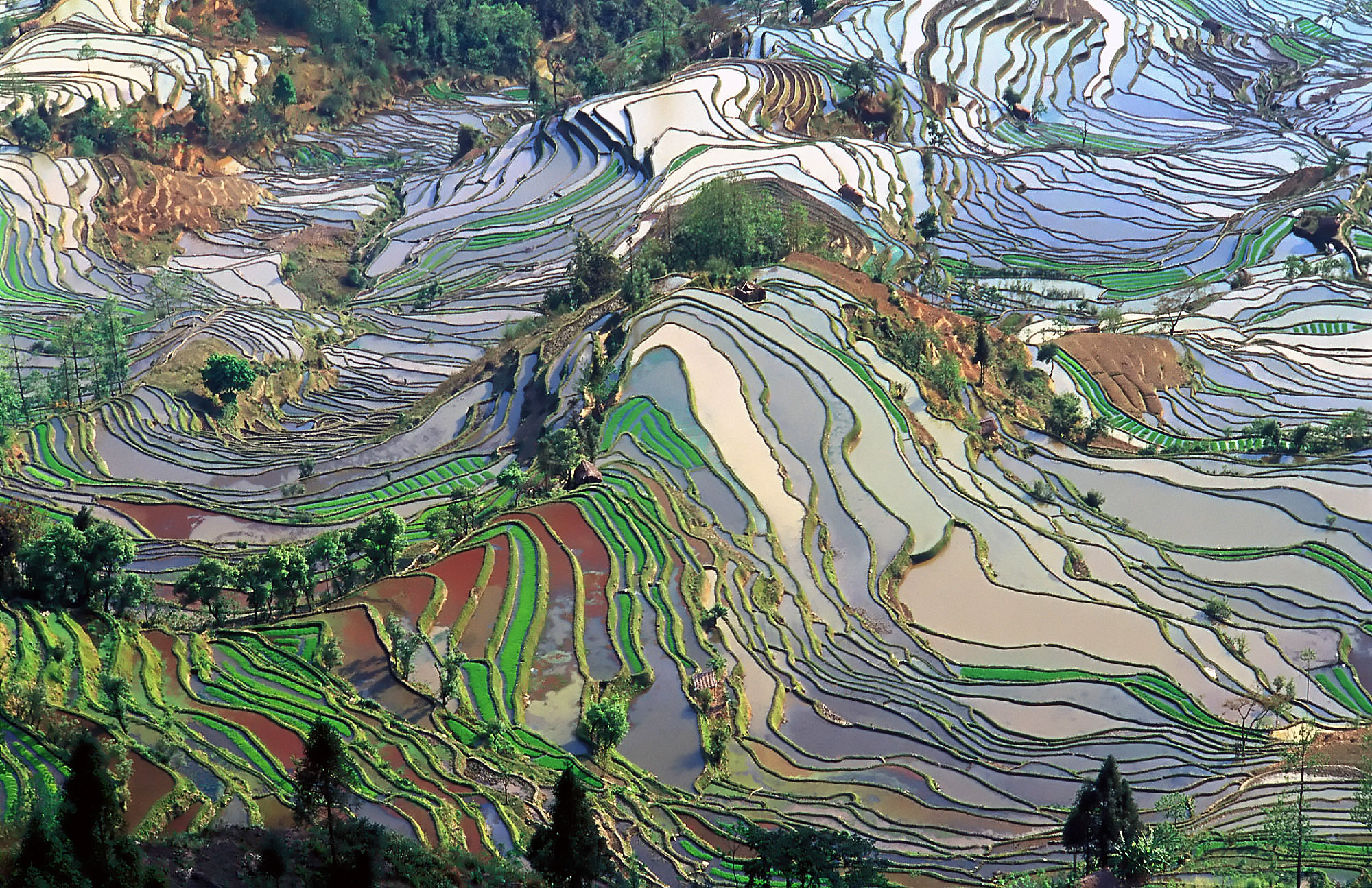
یک مزرعه کشاورزی در چین

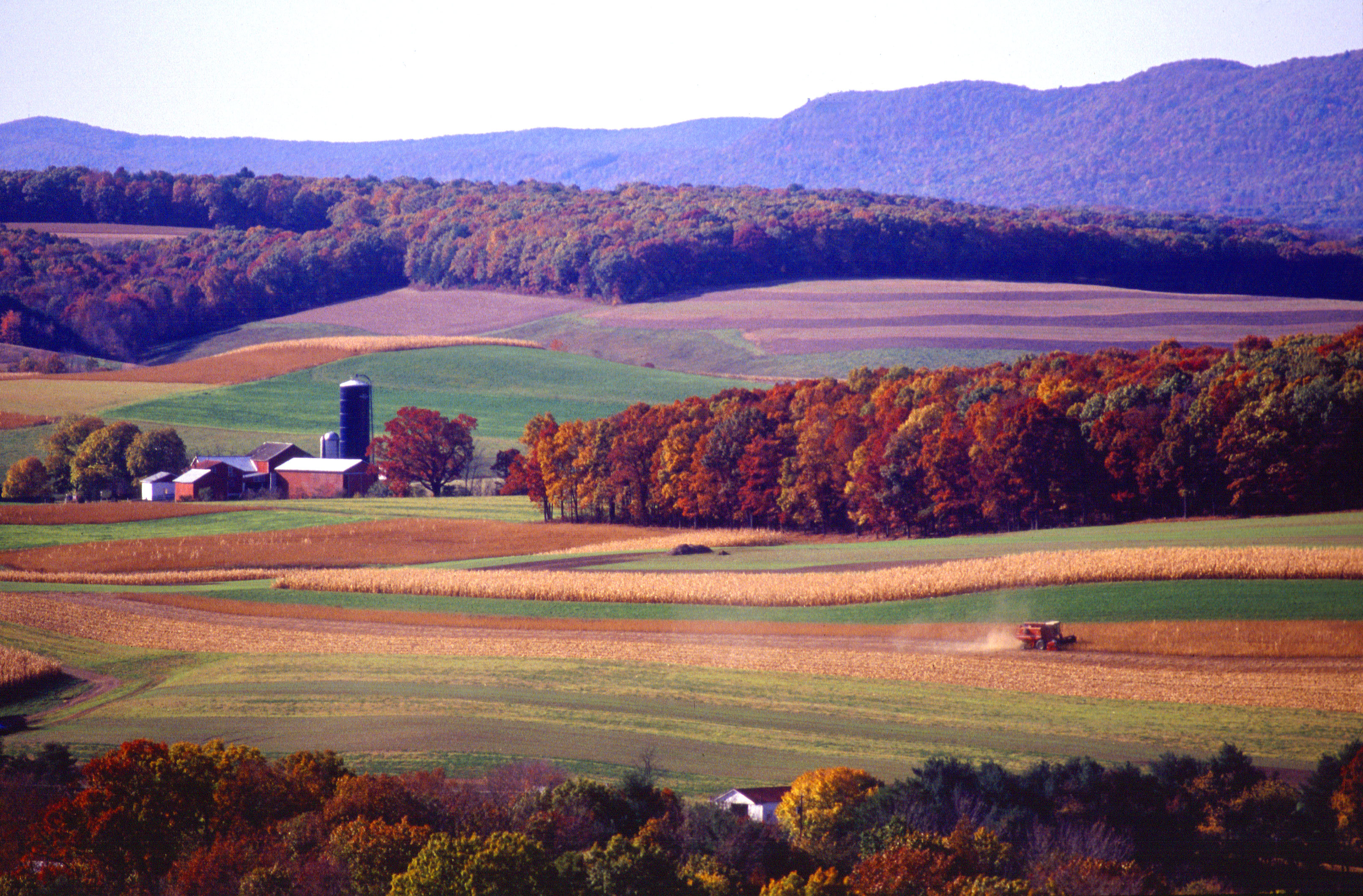
زمین کشاورزی

کشتزار یا مزرعه که به آن «زمین کشاورزی» نیز می‌گویند، زمینی است شامل ساختارهای گوناگون که برای کشاورزی، فرآوری و مدیریت خوراک استفاده می‌شود و پایه‌ای‌ترین عنصر فرآوری و تولید است. کشت‌زارها می‌توانند یک مالک داشته باشند، یا خانواده یا گروهی از مردم یا آن‌که بنگاه یا شرکتی بر آن نظارت داشته باشد. یک کشتزار می‌تواند اندازه‌های گوناگونی داشته باشد. از چند هزار متر مربع تا چند هزار هکتار.

## نگارخانه

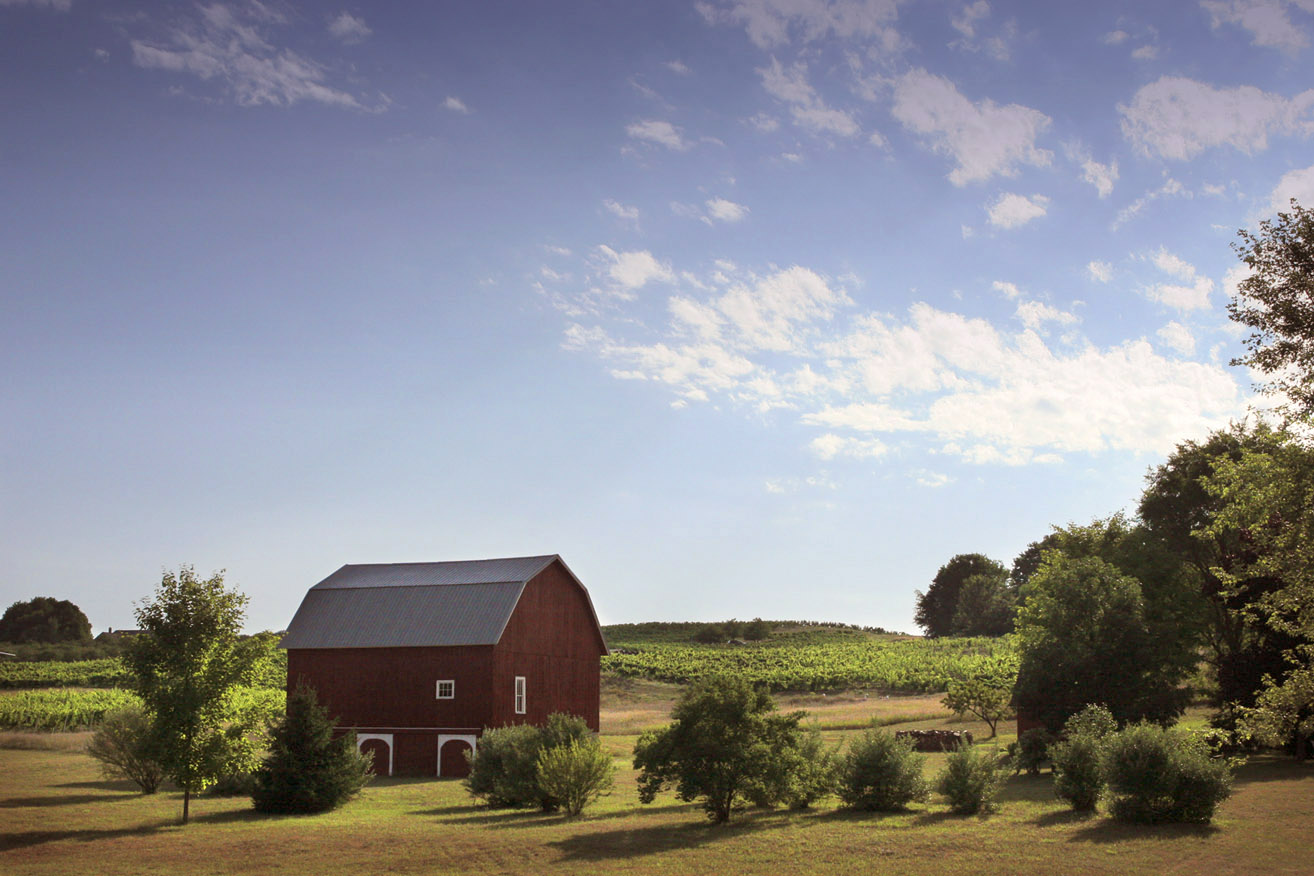
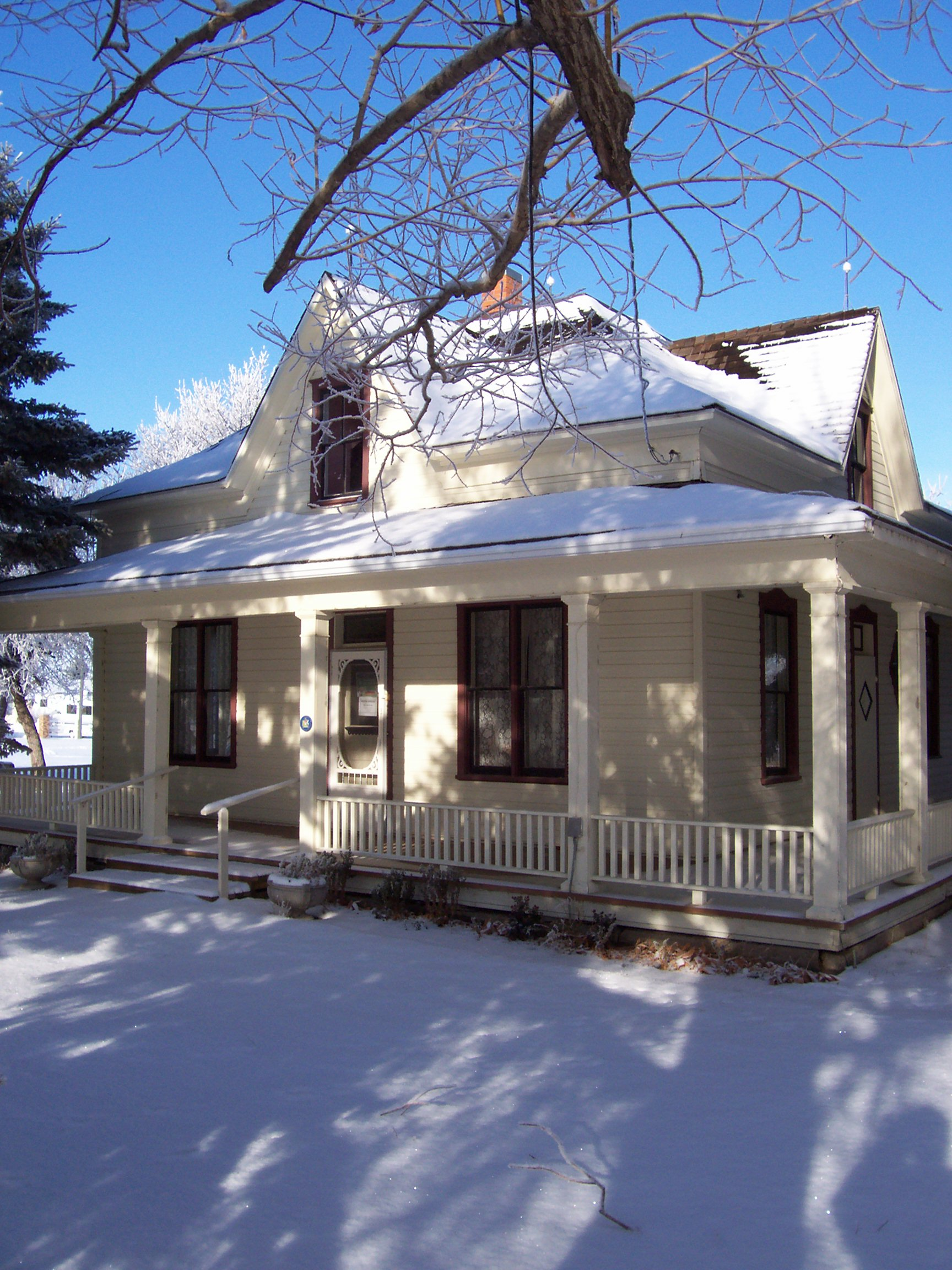
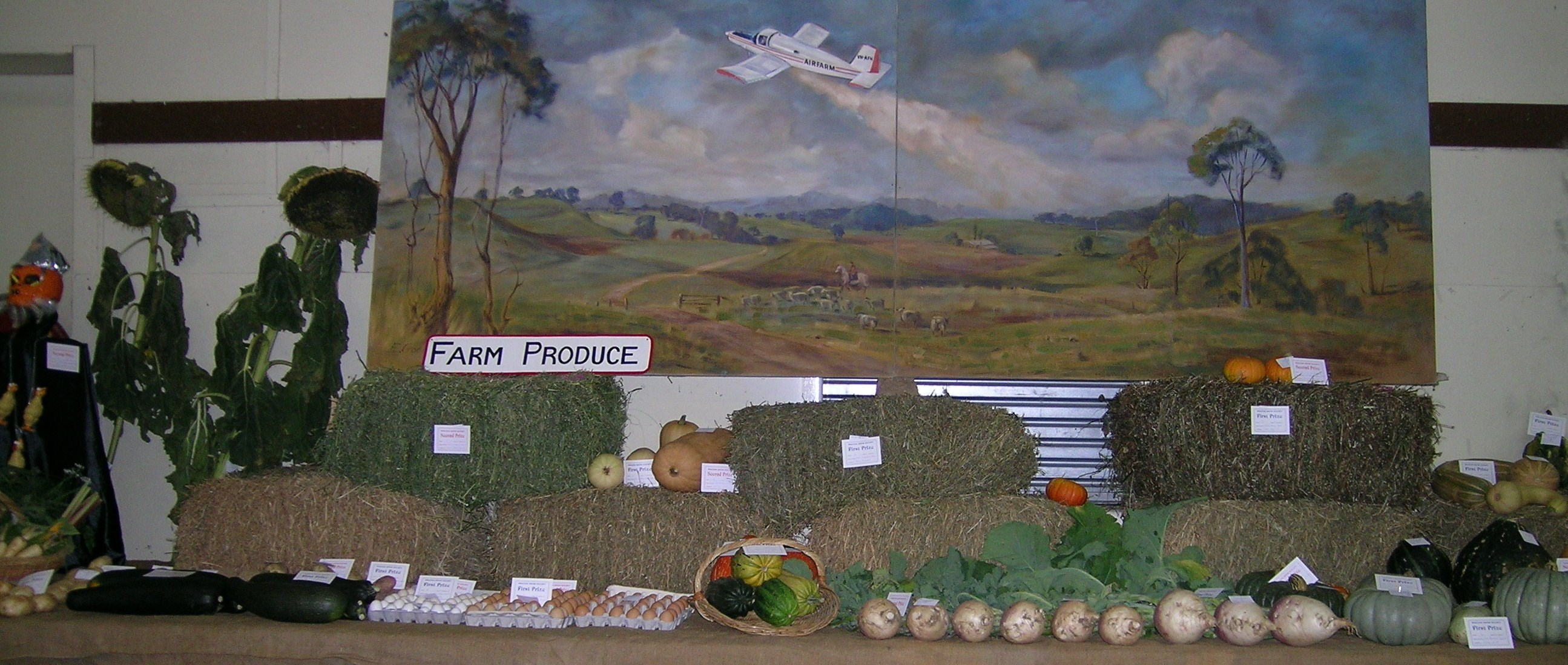
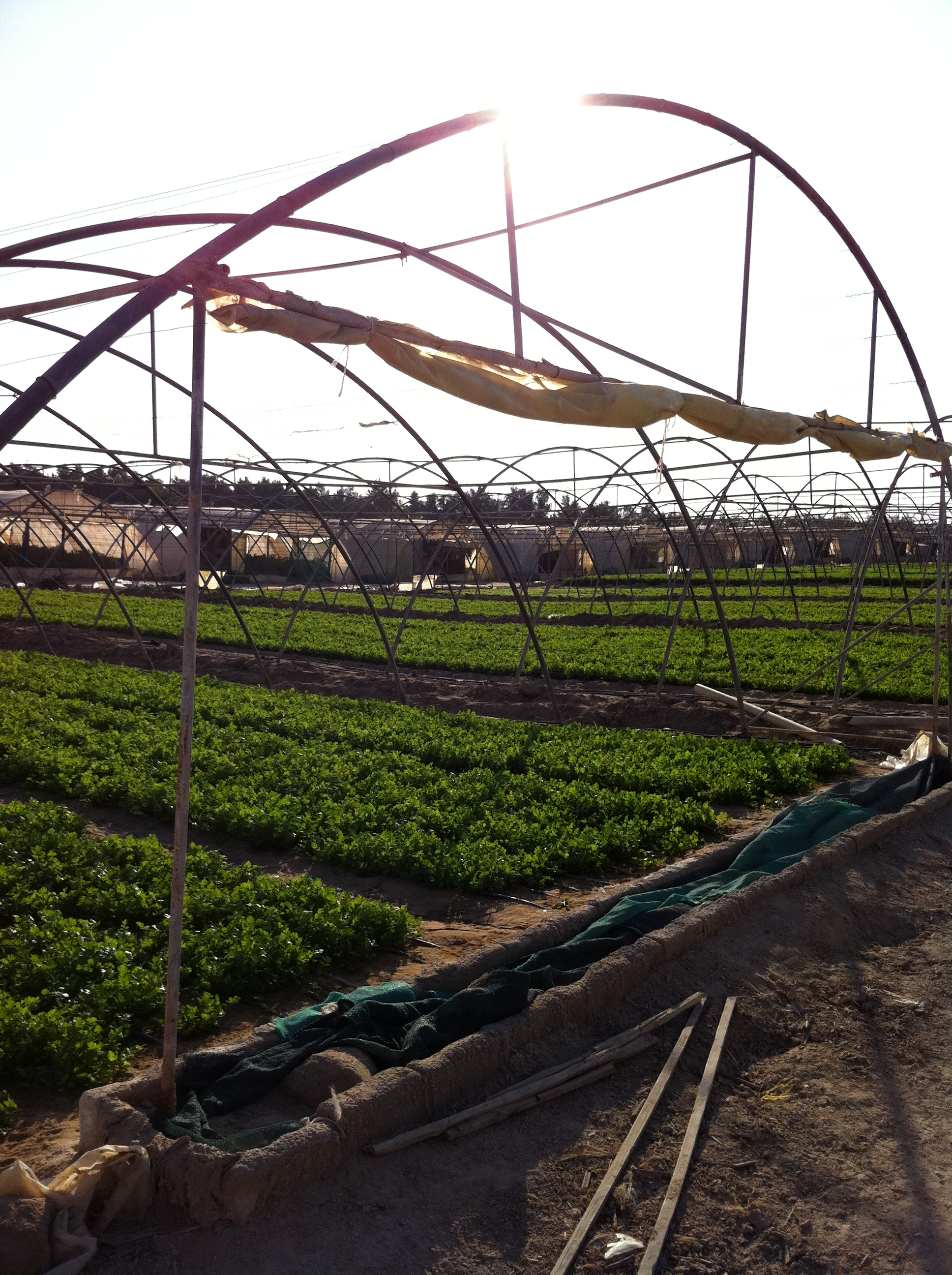
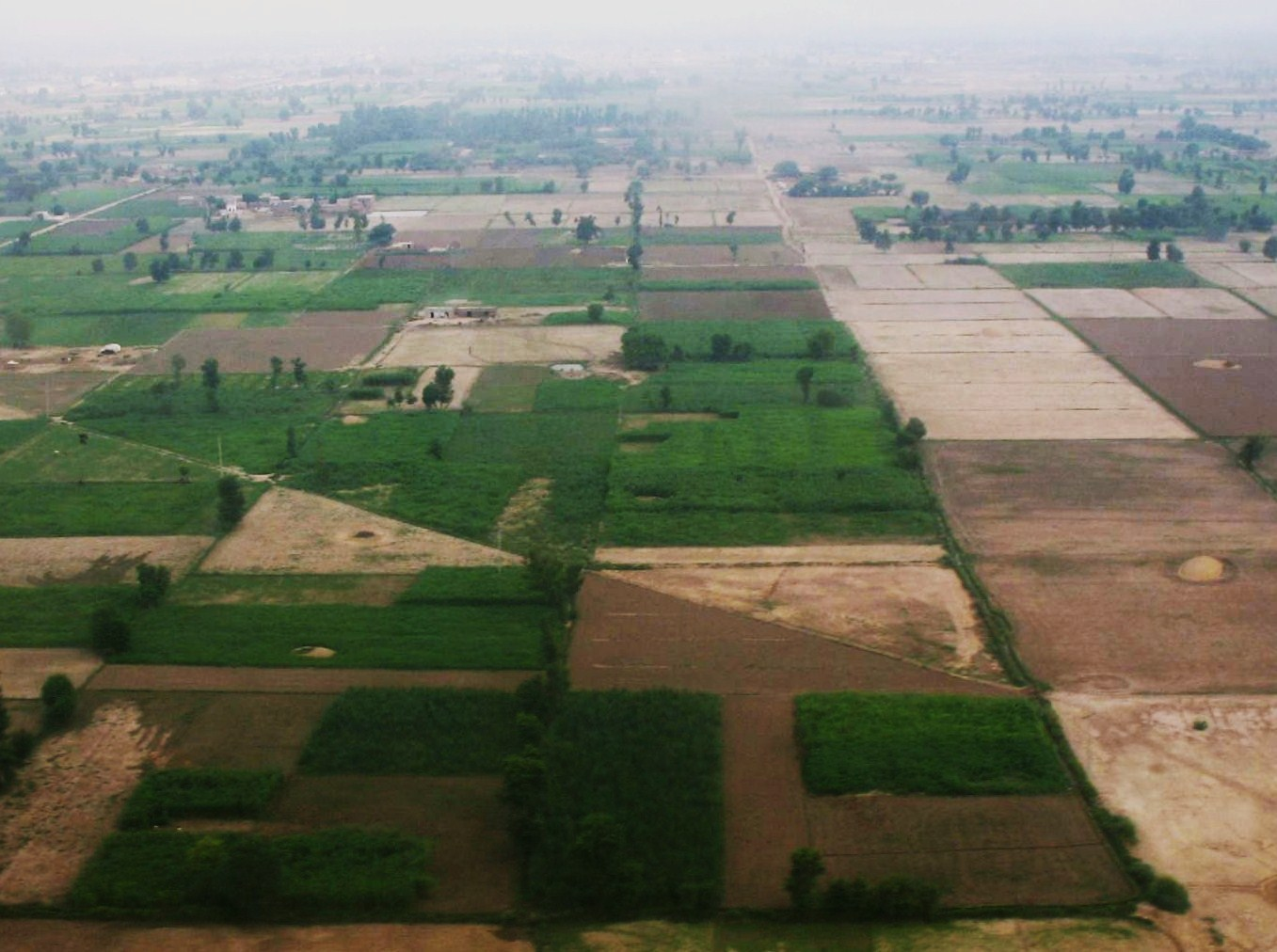
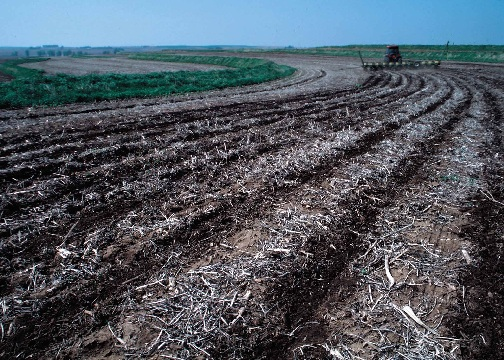